# Lisa Dobriskey
Lisa Jane Dobriskey (ur. 23 grudnia 1983 w Ashford, Kent) – angielska lekkoatletka, specjalizująca się biegach na średnich dystansach.
Brązowa medalistka młodzieżowych mistrzostw Europy (bieg na 1500 m, Berlin 2009). W 2006 roku w Melbourne na Igrzyskach Wspólnoty Narodów zdobyła złoty medal na tym samym dystansie. Czwarta zawodniczka igrzysk olimpijskich (bieg na 1500 m, Pekin 2008). Rok później zdobyła wicemistrzostwo świata podczas mistrzostw świata w Berlinie na dystansie 1500 m.

## Rekordy życiowe
- bieg na 800 m – 2:02,90 (2004)
- bieg na 1500 m – 3:59,50 (2009)
- bieg na milę – 4:20,35[1] (2008)
- bieg na 3000 m (hala) – 8:47,25 (2007)
- bieg na 2 mile – 9:33,78 (2007)